# Adriana Varela

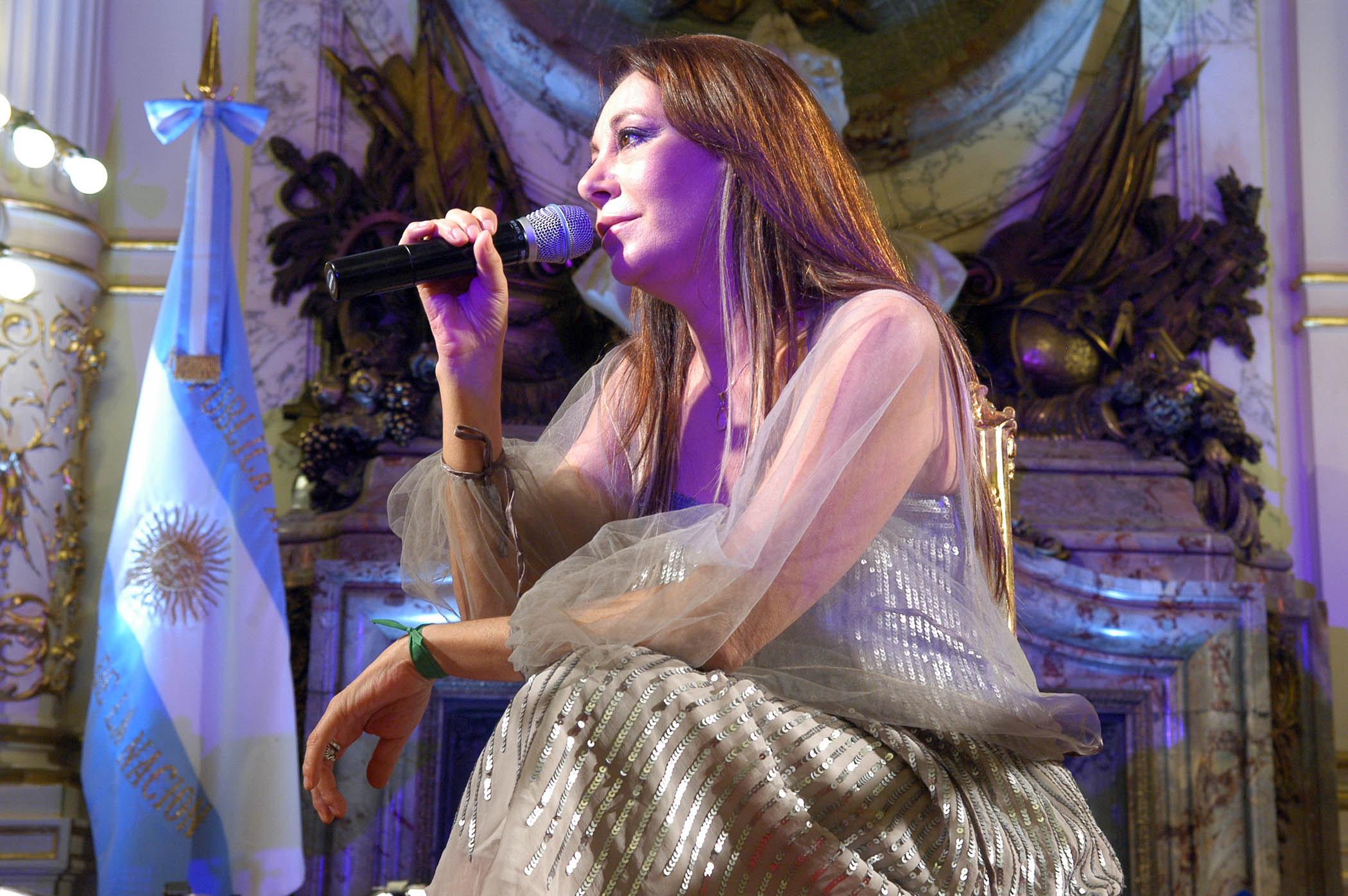
Adriana Varela, 2008

Adriana Varela (Beatriz Adriana Lichinchi; * 9. Mai 1952 in Avellaneda) ist eine argentinische Tangosängerin und Schauspielerin.

## Leben
Varela begann ihre professionelle Laufbahn Anfang der 1990er Jahre mit Auftritten im Café Homero mit Musikern wie Roberto Goyeneche, der ihr Mentor wurde, mit Ángel Díaz und Osvaldo Tarantino und im Fernsehen. Zwischen 1991 und 1996 nahm sie acht Alben auf, darunter Maquillaje mit Roberto Goyeneche und Virgilio Expósito als Gästen, Tangos de lengue mit Kompositionen Enrique Cadícamos und Tango en vivo mit Liveaufnahmen eines Konzerts im Teatro Coliseo in Buenos Aires.
Im Stadtteil Palermo von Buenos Aires trat sie 1996 in einer Open-Air-Veranstaltung vor 50.000 Zuhörern mit Jaime Roos auf. Im Folgejahr reiste sie nach Brasilien und nahm dort erfolgreich am Festival von Porto Alegre teil. Im Jahr 1998 hatte sie Auftritte in Uruguay im ausverkauften Teatro Plaza. Darauf nahm sie im Juli 1998 am Grec Festival in Barcelone teil. Im Anschluss entstanden zwei weitere Alben: Cuando el río suena (unter der künstlerischen Leitung von Jaime Roos) und Más Tango (u. a. mit Leopoldo Federico und Juanjo Domínguez).
1991 hatte sie Auftritte in Mario Sabatos Film Al corazón und danach in Marcelo Piñeyros Plata quemada. Mit einem ihrer Songs eröffnete sie Carlos Sauras Film Tango. Auf Einladung von Quincy Jones vertrat sie 1999 Argentinien bei den Concerts of the Americas und trat dort unter der künstlerischen Leitung von Lalo Schifrin neben Musikern wie Liza Minnelli, Paul Anka, Celia Cruz, Daniela Mercury und Tito Puente auf. Sie gilt als eine der erfolgreichsten lebenden Tangosängerinnen in Argentinien.

## Diskografie
Alben
- 1991: Tangos
- 1993: Maquillaje
- 1994: Corazones perversos
- 1995: Tangos de lengue – Varela canta Cadícamo
- 1995: Grandes Éxitos
- 1995: Tangos de colección
- 1996: Vuelve el tango
- 1997: Tango en vivo
- 1999: Toda mi vida
- 1999: Cuando el río suena
- 2000: Tangos de lengue
- 2000: Más tango
- 2005: Vivo
- 2006: Encaje
- 2008: Música en el Salón Blanco
- 2009: Docke
- 2014: Y piano
- 2017: Avellaneda

Singles
- 2017: Corrientes y Esmeralda

## Auszeichnungen für Musikverkäufe
| Goldene Schallplatte - Polen - 2024: für die Single Corrientes y Esmeralda |

| Land/RegionAuszeichnungen für Musikverkäufe (Land/Region, Auszeichnungen, Verkäufe, Quellen) | Gold  | Platin | Verkäufe | Quellen |
| -------------------------------------------------------------------------------------------- | ----- | ------ | -------- | ------- |
| Polen (ZPAV)                                                                                 | Gold1 | —      | 25.000   | olis.pl |
| Insgesamt                                                                                    | Gold1 | —      |          |         |